# Podatkovno rudarjenje
Podatkovno rudarjenje je sistematično iskanje informacij v veliki količini podatkov (npr. podatkovne baze, podatkovna skladišča itd.), s pomočjo avtomatskih ali polavtomatskih metod.

## Splošno
V sodobnem času so IKT naplavile množico podatkov. Podatkovno rudarjenje nam omogoča avtomatizirano iskanje informacij (znanja, pravil) v tej kopici podatkov. Obstaja več metod podatkovnega rudarjenja. Najbolj znane so:
- statistično
- z nevronskimi mrežami
- z odločitvenimi drevesi
- z genetskimi algoritmi
- z mehko logiko

Cilj pri podatkovnem rudarjenju je najti pravila, vzorce, ki nam omogočijo najti vez med vzroki in posledicami. Na primer napovedovanje nečesa na podlagi množice dejstev o tem, zbranih v preteklosti.

## Področja uporabe
- Segmentiranje (razvrščanje) strank (komu pošiljati in katere reklame).
- Optimizacija cen, razmeščanje artiklov po policah v trgovini.
- Iskanje ustreznega besedila in slik na spletu.
- Napovedovanje vremena, trendov, tečajev na borzi.

## Programiranje
- Orange prosto in zastonj orodje za strojno učenje in podatkovno rudarjenje, ki ga razvija Laboratorij za bioinformatiko Fakultete za računalništvo in informatiko Univerze v Ljubljani
- WEKA Java Data Mining Tool (GPL)
- RAPID-MINER preprosto in zastonj orodje za strojno učenje in podatkovno rudarjenje